# حكومة منزيس (1949–1966)

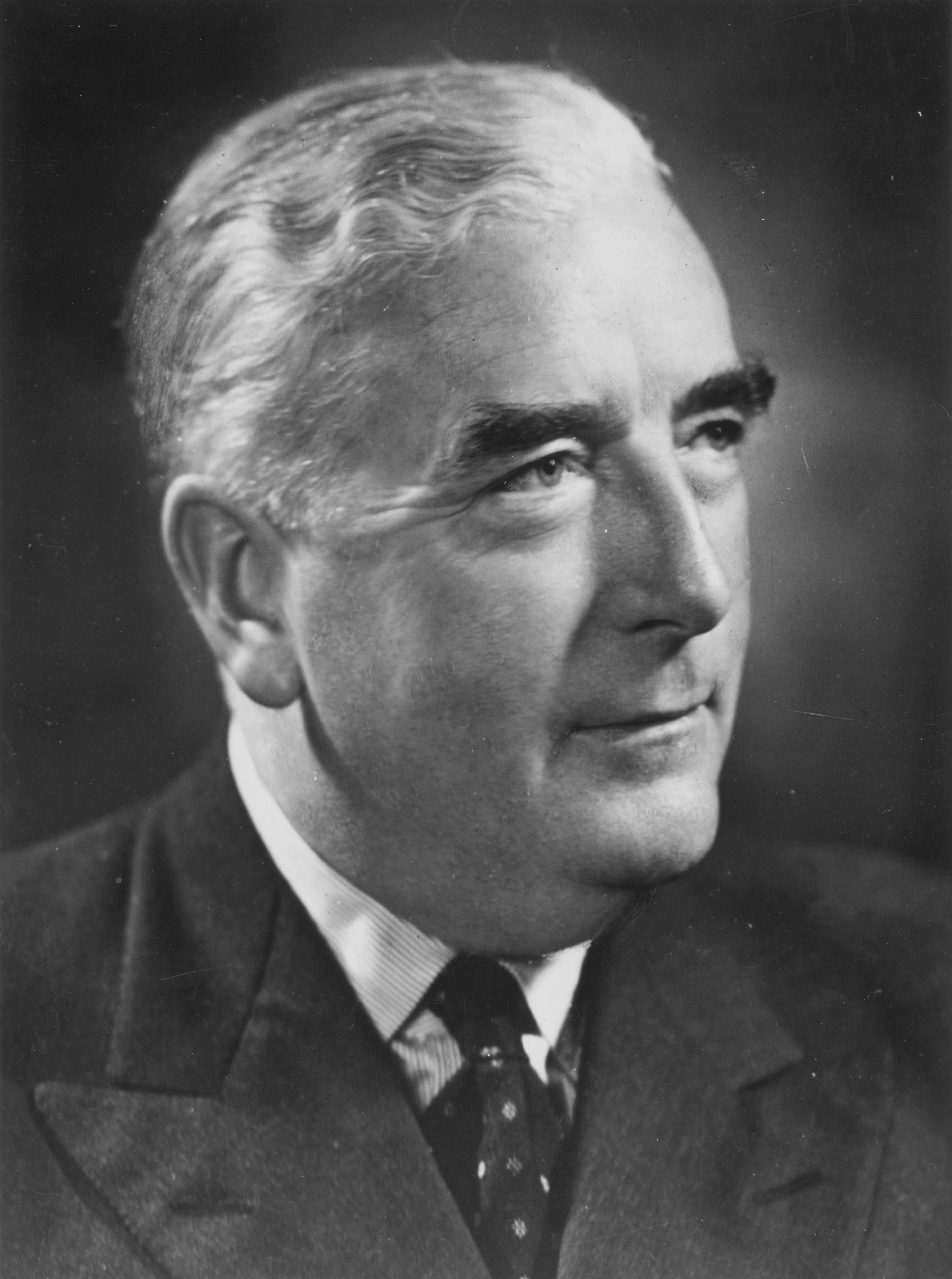

حكومة منزيس (1949–1966) تشير إلى الفترة الثانية من رئاسة الحكومة التنفيذية الفيدرالية لأستراليا، التي تزعّمها رئيس الوزراء روبرت منزيس. تألفت الحكومة من أعضاء تحالف الحزب الليبرالي–الوطني في البرلمان الأسترالي منذ عام 1949 وحتى عام 1966. قاد منزيس تحالف الحزب الليبرالي–الوطني إلى الفوز في الانتخابات التي جرت في الأعوام 1949، و1951، و1954، و1958، و1961، و1963. شغل روبرت منزيس وفقًا لذلك أطول مدة في منصب رئاسة الوزراء في أستراليا. شغل منزيس أيضًا منصب رئيس الوزراء في فترة سابقة عندما كان زعيم حزب أستراليا المتحدة منذ عام 1939 وحتى 1941.

## خلفية

### حزب أستراليا المتحدة
تشكل حزب أستراليا المتحدة إثر تحالف بين المحافظين في عام 1931، وكان زعيمه جوزيف ليونس المنشق عن حزب العمل، بينما شغل جون ليثام، زعيم الحزب الوطني حينها، منصب نائب الرئيس. عارض ليونس وجيمس فينتون، وزير العمل السابق، المقترحات الراديكالية من طرف حركة العمل للتعامل مع أزمة الكساد الكبير، فجذبت تلك المعارضة دعم مسؤولين بارزين محافظين في أستراليا. في شهر مارس من عام 1931، حينما كان ليونس عضوًا في حزب العمل الأسترالي، أبدى دعمه لاقتراح حجب الثقة عن الحكومة التي يتزعمها حزب العمل ورئيس وزرائها جيمس سكالن، وتشكل حزب أستراليا المتحدة جراء تحالف مجموعات من المواطنين، وبدعمٍ من الحزب الوطني. في شهر نوفمبر من عام 1931، اختار فصيل لانغ ليبور المنشق عن حزب العمل تحدي حكومة سكالن والتحالف مع حزب أستراليا المتحدة لإقرار اقتراح حجب الثقة، ما أدى إلى انهيار الحكومة.
بينما كانت أستراليا تعاني تأثيرات الكساد الكبير، حقق حزب أستراليا المتحدة المتشكل حديثًا انتصارًا هائلًا في انتخابات التاسع عشر من شهر ديسمبر عام 1931، واستهلّ الحزب رئاسة الحكومة لأول مرة في شهر يناير عام 1932. حققت حكومة ليونس الفوز في ثلاثة انتخابات متتابعة، فسعت نحو سياسة مالية محافظة بخصوص توازن الميزانية وتخفيض الدين، والعمل على إدارة الأمور المالية لإخراج أستراليا من الكساد.
أدى موت ليونس في شهر أبريل من عام 1939 إلى تبوّء روبرت منزيس منصب رئاسة الوزراء عشية الحرب العالمية الثانية. بدأت شعبية الحزب بالانخفاض بعدما ترأس الحكومة لعقد من الزمن، وواجه مطالب الحرب على الرغم من التحالف الهزيل مع الحزب الوطني. عقب انتخابات عام 1940، اضطر منزيس إلى الاعتماد على دعم المستقلين، فاستقال من منصبه في عام 1941، ولم يستطع حزب أستراليا المتحدة استبدال زعيم مناسب بمنزيس، فسمح لزعيم حزب التحالف الصغير، آرثر فادن، بتسلم منصب رئيس الوزراء. استمرت حكومة فادن في منصبها 40 يومًا فقط، حينها سعى المستقلون إلى إيصال جون كورتن من حزب العمل إلى منصب رئاسة الوزراء، قبل اندلاع حرب المحيط الهادئ بفترة قصيرة جدًا.
أثبت جون كورتن من حزب العمل كفاءته في زعامة الحكومة في أثناء فترة الحرب، فحققت حكومة كورتن فوزًا ساحقًا في انتخابات عام 1943. عقب هزيمة حزب أستراليا الموحدة، بدأ الحزب بالتفكك، وسعى المحافظون الأستراليون والليبراليون المناهضون للاشتراكية إلى تأسيس حركة سياسية جديدة لتقف في وجه حزب العمل الأسترالي.

### تأسيس الحزب الليبرالي
تحالف 14 حزبًا سياسيًا لتشكيل حزب أستراليا الموحدة، لكن الحزب لاقى خيبة أمل كبيرة بعد الخسارة. شُكلت مجموعة من نيو ساوث ويلز حزبًا جديدًا هو «الحزب الديمقراطي». حاولت تلك المجموعة تسليم روبرت منزيس قيادة الحزب. دعا منزيس إلى عقد مؤتمر للأحزاب المحافظة والمجموعات الأخرى المناهضة لحكم حزب العمل الأسترالي، والتقى مع الجميع في كانبيرا في الثالث عشر من شهر أكتوبر عام 1944، ومجددًا في ألبوري في شهر ديسمبر عام 1944. أُعلن عن تأسيس الحزب الجديد رسميًا في مجلس بلدية سيدني في الحادي والثلاثين من شهر أغسطس عام 1945.
شغل منزيس منصب رئيس الوزراء بينما كان زعيم حزب أستراليا المتحدة بين عامي 1939 و1941. منذ عام 1942، استطاع منزيس الحفاظ على صورته العامة عبر إلقاء سلسلة من الخطابات على الراديو حملت شعار «الناس المنسيون»، تشبه إلى حد كبير الخطابات التي ألقاها الرئيس الأمريكي فرانكلن دي. روزفلت في ثلاثينيات القرن الماضي، وتحدث منزيس فيها عن الطبقة الوسطى من المجتمع واصفًا إياها بأنها «العمود الفقري لأستراليا»، لكنها تعرضت لـ«الاستغلال» على يد الأحزاب السياسية، وتحدث عن كون الطبقة الوسطى عاجزة تمامًا جراء انعدام الثروة من جهة، وغياب التنظيم من جهة أخرى.\

قال منزيس موضحًا نظرته تجاه الحركة السياسية الجديدة في عام 1944:
«... ما يجب علينا مراعاته هو الإحياء الحقيقي للفكر الليبرالي، الذي سيعمل من أجل تحقيق العدالة والأمان الاجتماعيين، وسيسعى إلى تحقيق قوة وتقدم وطنيين، وسيعمل على التنمية الشاملة للمواطن الفرد، ذلك أمرٌ شديد الأهمية بالنسبة إلى مجتمعنا، ولن يتحقق بواسطة العملية الرتيبة والقمعية التي تقوم عليها الاشتراكية».
أراد منزيس للحزب الجديد أن يكون مستقلًا عن الجماعات ذات المصالح، كالشركات التجارية الكبيرة، فسعى إلى تنظيم بنية يتلقى الحزب من خلالها الدعم المالي من الأفراد فقط، وبكميات ضئيلة، بدلًا من تلقي الدعم المالي من المنظمات والمجموعات التجارية.
عقب الانتصار المتواضع الذي حققه منزيس ضد حزب العمل في انتخابات عام 1946، استمر بزعامة المعارضة لثلاث سنوات أخرى عارض فيها مساعي حزب العمل الاشتراكية المتمثلة بتأميم مصارف أستراليا، وانتقد تقنين البنزين، وعارض بشدة الشيوعية في المراحل الأولى من الحرب الباردة. وصف منزيس حكومة شيفلي في تلك الفترة بأنها «اشتراكية». مع تبوّء آرثر فادن من الحزب الوطني منصب نائب رئيس تحالف الحزب الليبرالي الوطني، قاد منزيس التحالف إلى الفوز في انتخابات عام 1949، وأصبح بذلك أول من يشغل منصب رئيس الوزراء لأطول مدة في تاريخ أستراليا.

## مدة المنصب
عقب الفوز في انتخابات عام 1949، ضمنت حكومة منزيس الفوز في انتخابات الثامن والعشرين من شهر أبريل عام 1951 إثر حلّ مجلسي النواب والشيوخ في ما يُعرف وفقًا للدستور الأسترالي بالحل المزدوج، وجاء ذلك بعدما رفض مجلس الشيوخ الذي يهيمن عليه أعضاء حزب العمل إقرارَ تشريعات منزيس البنكية. عاد تحالف الحزب الليبرالي الوطني بأغلبية أقل إلى مجلس النواب، لكنه استطاع فرض سيطرته على مجلس الشيوخ. عادت الحكومة خلال انتخابات عام 1954 عقب حادثة بيتروف، وبعدما تأسس حزب العمل الديمقراطي المناهض للشيوعية، انقسم إلى حزب العمل الأسترالي في أوائل العام 1955، فجاءت الانتخابات الأسترالية في شهر ديسمبر من عام 1955. أصبح جون مكيوين زعيمًا للحزب الوطني بدلًا من آرثر فادن في شهر مارس من عام 1958، وعاد التحالف بين منزيس ومكيوين مجددًا في انتخابات نوفمبر عام 1958؛ حققا انتصارهما الثالث ضد حزب العمل ومرشحه إتش. في. إيفات. واجه التحالف آرثر كالويل من حزب العمل في انتخابات ديسمبر من عام 1961، وحقق الفوز بشق الأنفس وسط إجراءات ضغط الحدود الائتمانية. شغل منزيس منصب رئيس الوزراء للمرة الأخيرة في انتخابات نوفمبر عام 1963، وهزم خلالها المرشح كالويل مجددًا، واستعاد التحالف أيضًا المقاعد التي خسرها في مجلس النواب. استقال منزيس من البرلمان في السادس والعشرين من شهر يناير عام 1966.